# François Le Mercier
François-Joseph Le Mercier (né à Paris, le 4 octobre 1604 et mort en Martinique, le 12 juin 1690) est un missionnaire jésuite français.

## Biographie
Il entre dans la Compagnie de Jésus en 1620 et devient enseignant. Le 20 juillet 1635, il débarque au Canada et est envoyé avec Pierre Pijart chez les Hurons. Arrivé le 13 août 1635, il y reste quinze ans et ne part qu'en 1650 lorsque le pays est attaqué par les Iroquois.
Réfugié à Québec avec des convertis hurons, il devient en 1653 doyen du collège de Québec puis Supérieur général des missions de Nouvelle-France en 1656, poste qu'il ne quittera qu'en 1671.
En 1673, il rend visite aux missions d'Amérique du Sud et meurt en Martinique en 1690.

## Œuvre
- Relation de ce qui s'est passé dans le pays des Hurons, 1654